# Wilhelmplatz (Köln-Nippes)

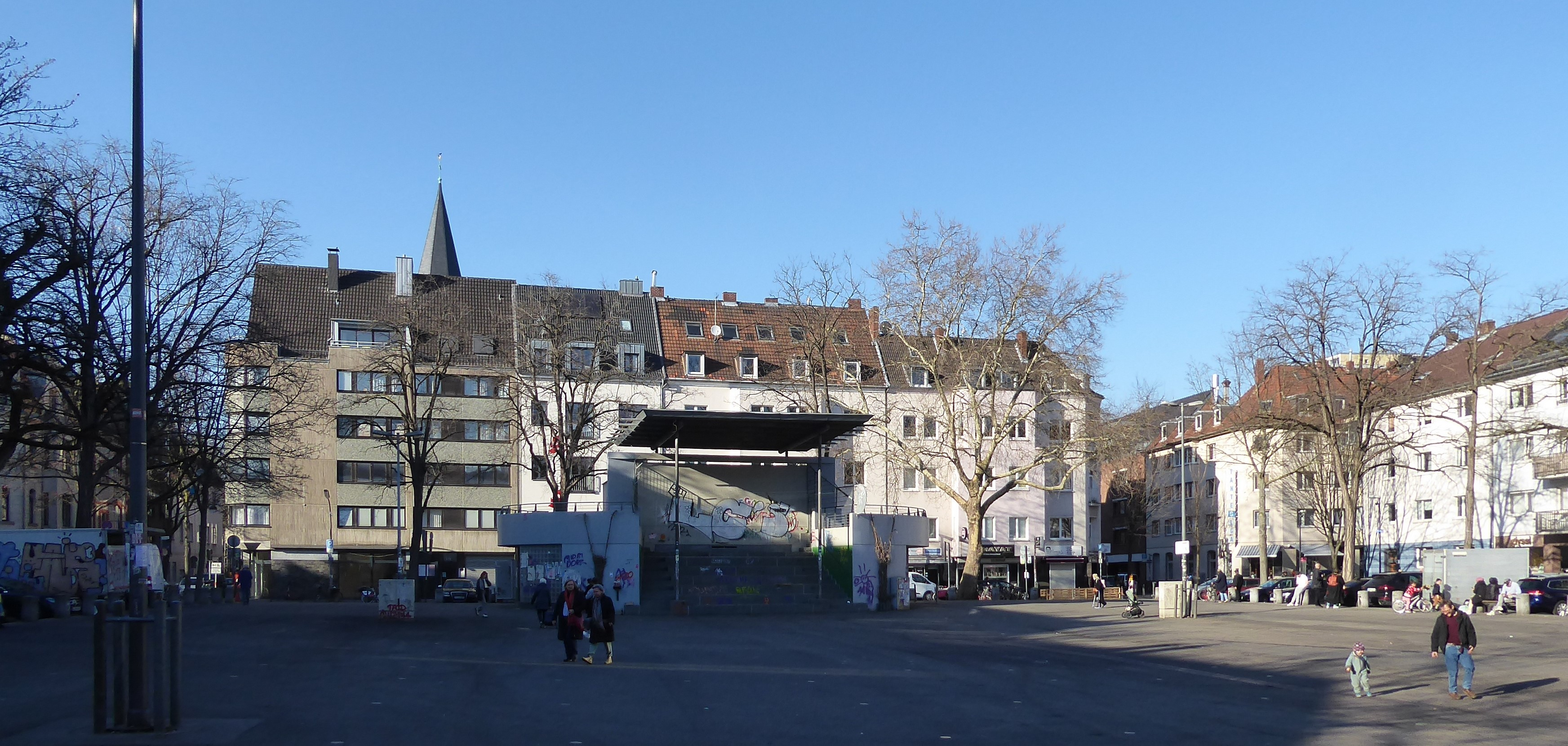
Wilhelmplatz mit dem „Nippeser Tadsch Mahal“ (2022)

Der Wilhelmplatz ist ein nach dem deutschen Kaiser Wilhelm I. benannter Platz im linksrheinischen Kölner Stadtteil Nippes innerhalb des gleichnamigen Kölner Stadtbezirks 5.

## Geschichte

### Planung und Anlage im ausgehenden 19. Jahrhundert
In den 1860er und 1870er Jahren gehörte das 3500 m² große nahezu quadratische Gelände, auf dem der heutige Wilhelmplatz liegt, vermutlich zu einer Ziegelei, und wurde unter anderem als Sandgrube verwendet. 1898, zehn Jahre nach der Eingemeindung von Nippes nach Köln, wurde das Areal von der Stadt Köln erworben, woraufhin 1899 dort der heutige 3000 m² große Wilhelmplatz nach Plänen des Kölner Stadtbaurats Hermann Josef Stübben angelegt wurde.

### Zeit des Nationalsozialismus und Nachkriegszeit

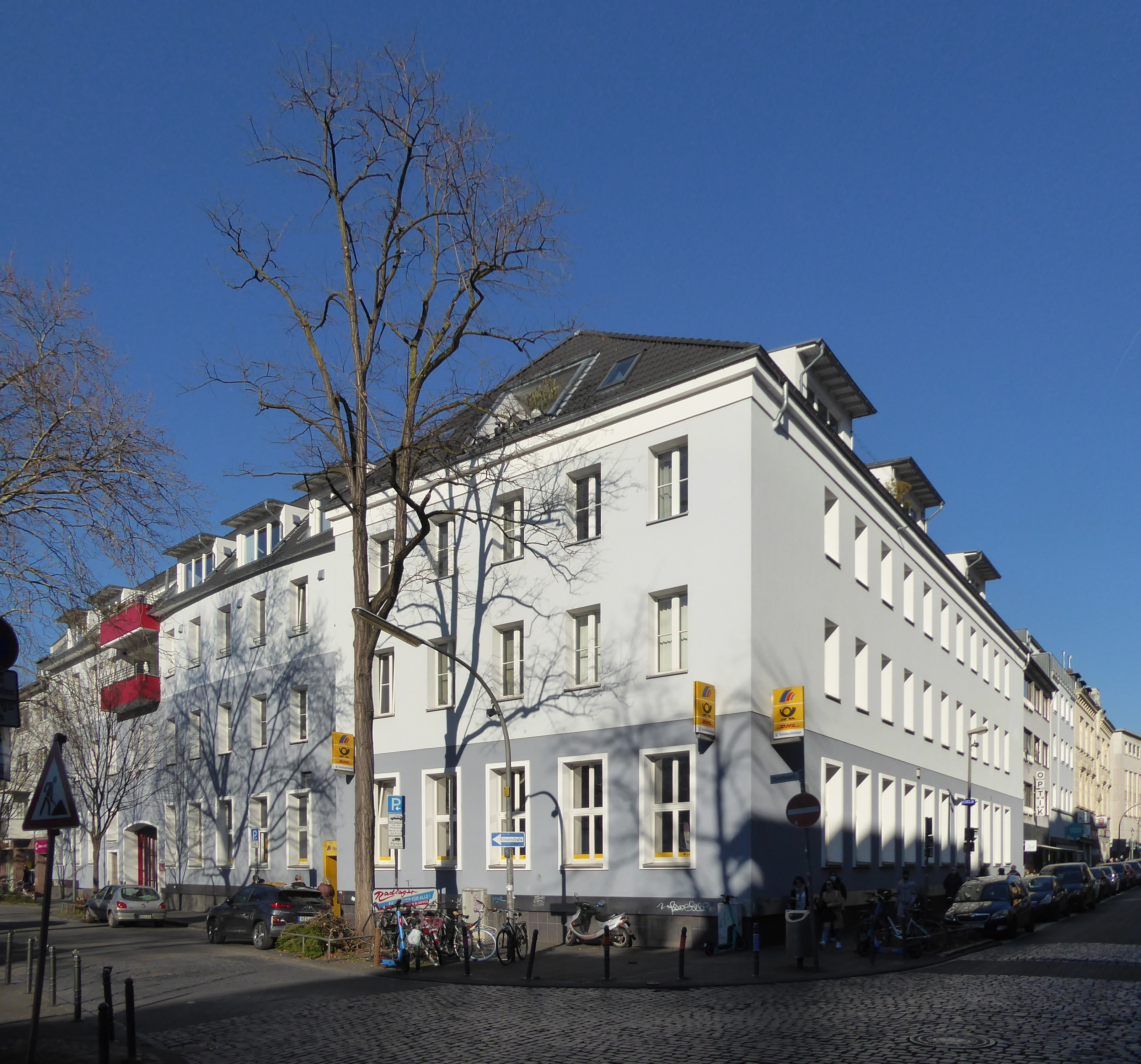
Nippeser Post (2022)

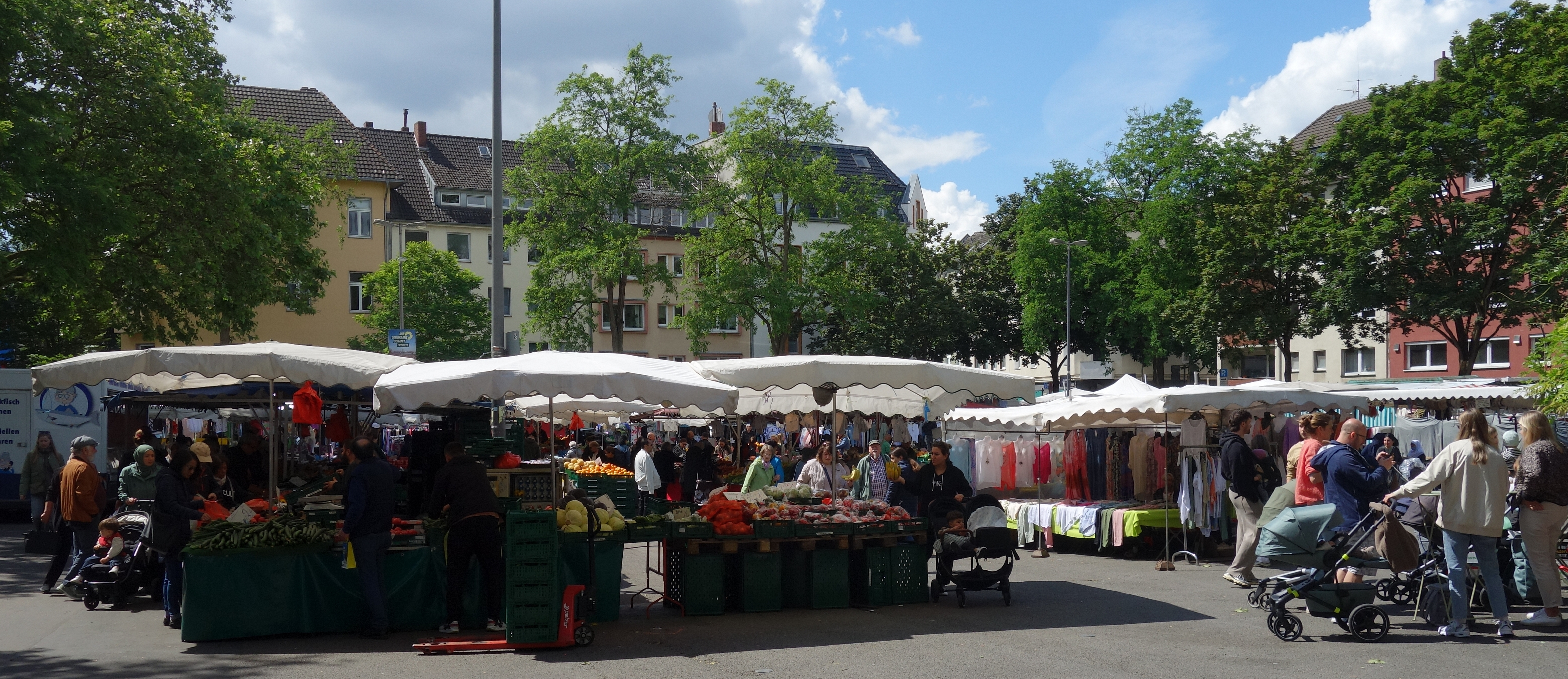
Wochenmarkt (2024)

In der Zeit des Nationalsozialismus benutzten Mitglieder der Hitlerjugend und des Bundes deutscher Mädel den Wilhelmplatz als Treffpunkt, wobei jüdische Anwohner drangsaliert und deportiert wurden.
Während des Zweiten Weltkriegs wurden viele Gebäude am Wilhelmplatz durch alliierte Bombardierungen zerstört, darunter auch eines der ältesten und markantesten Gebäude, die 1898 errichtete Nippeser Post. Der stark beschädigte Bau wurde 1950 in wesentlich vereinfachter Form wiederaufgebaut.
Im Zuge einer umfassenden Renovierung und Umgestaltung des Wilhelmplatzes im Jahre 1992 wurde an der Nordseite des Platzes ein multifunktionales Gebäude fertig gestellt. Der damalige Kölner Oberbürgermeister Norbert Burger gab dem Neubau bei seiner Einweihung im Mai 1992 den Namen Nippeser Tadsch Mahal.
Schon seit dem 24. Juli 1900 bis in die heutige Zeit findet auf dem Wilhelmplatz einer der größten Wochenmärkte Kölns mit internationalen Angeboten von türkischen, griechischen, arabischen und deutschen Händlern statt, und zwar an jedem Werktag, was ihn von allen anderen Märkten in Köln unterscheidet.